# American Horror Story
American Horror Story – amerykański serial telewizyjny z elementami horroru, dreszczowca i dramatu. Został stworzony w 2011 roku przez Ryana Murphy’ego i Brada Falchuka dla stacji FX, która emituje go od 5 października 2011 roku. W Polsce emituje go od 12 listopada 2011 roku stacja Fox. Serial jest produkowany przez wytwórnie: 20th Century Fox Television, Ryan Murphy Productions i Brad Falchuk Teley-Vision. Serial jest pierwszą produkcją wchodzącą w skład franczyzy medialnej American Story (obok American Crime Story, American Horror Stories oraz American Sports Story).
American Horror Story jest realizowany w formie antologii – każdy sezon stanowi odrębny miniserial, z własną historią, bohaterami i podtytułem. W 2014 roku Ryan Murphy ogłosił, że wszystkie sezony są ze sobą powiązane fabularnie. Od tego samego roku, czyli od sezonu czwartego, w serialu pojawiają się nawiązania do wcześniejszych odcinków, w tym powroty niektórych bohaterów. Wspólnym elementem całego serialu jest obsada, której członkowie powtarzają się w kolejnych odsłonach, zazwyczaj wcielając się w nowe role. Żaden z aktorów nie wystąpił we wszystkich dotychczasowych dziewięciu sezonach. Evan Peters, Sarah Paulson i Lily Rabe jako jedyni ominęli tylko po jednym sezonie.
Pierwszy sezon, Murder House, przedstawia losy mieszkańców nawiedzonego przez duchy domu. Akcja drugiej serii, Asylum, odbywa się w prowadzonym przez Kościół katolicki szpitalu psychiatrycznym. Trzeci sezon, Sabat, skupia się na sabacie czarownic. Czwarta seria, Freak Show, przedstawia złożoną z dziwadeł trupę cyrkową. Akcja piątego sezonu, Hotelu, odbywa się w zamieszkałym przez duchy i wampiry hotelu. Szósta seria, Roanoke, przedstawia losy bohaterów prześladowanych przez duchy mieszkańców zaginionej kolonii Roanoke. Siódmy sezon, Kult, skupia się na działalności sekty. Ósma seria, Apokalipsa, przedstawia wywołaną przez Antychrysta apokalipsę. Dziewiąty sezon, 1984, skupia się na nawiedzonym przez duchy obozie letnim. Dziesiąta seria, Podwójny seans, przedstawia narkotyk, który powoduje żądzę picia krwi, oraz kosmitów.
American Horror Story zdobył uznanie krytyków i został nagrodzony ponad siedemdziesięcioma nagrodami, między innymi szesnastoma Emmy i dwoma Złotymi Globami. Po pierwszych czterech sezonach serial był nominowany do Emmy w kategorii najlepszego miniserialu. Szczególe uznanie zdobyła obsada – Emmy za swoje role zdobyli Jessica Lange (dwukrotnie), James Cromwell i Kathy Bates, zaś Złoty Glob – Lange i Lady Gaga. Nieprzerwanie od premiery serial notuje kilkumilionową publiczność podczas premierowych emisji w FX i jest jednym z najchętniej oglądanych programów amerykańskiej telewizji kablowej. W 2021 roku rozpoczęła się emisja jego spin-offu, American Horror Stories.

## Fabuła

### Sezon 1:Murder House

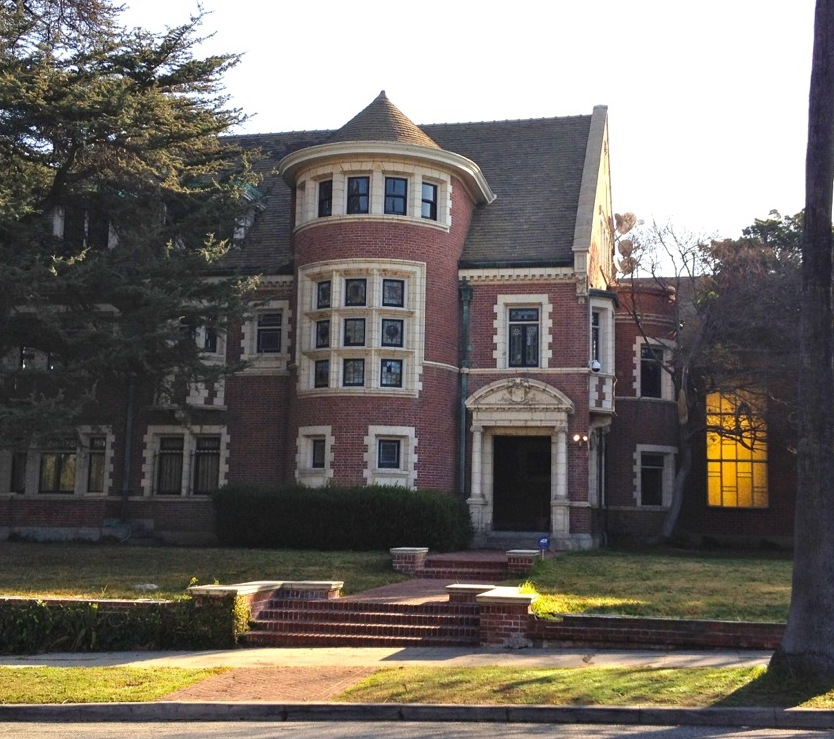
Dom, w którym odbywa się akcja sezonu

Akcja odbywa się głównie w latach 2011–2012 w Los Angeles. Harmonowie: Ben, jego żona Vivien i nastoletnia córka Violet, przeprowadzają się z Bostonu do Los Angeles, gdzie zamieszkują w starej posiadłości. Vivien usiłuje wybaczyć mężowi zdradę z Hayden McClaine, jeszcze z czasów życia w Bostonie, a kilka dni po przeprowadzce zachodzi w ciążę bliźniaczą. Ben, pracujący jako psychiatra, przyjmuje w domu pacjentów. Jednym z nich jest nastoletni Tate Langdon, który rozpoczyna związek z Violet. Harmonów nachodzi wścibska sąsiadka, a zarazem matka Tate’a, Constance Langdon, zaś Bena prześladują Hayden i Larry Harvey, który usiłuje go przekonać do opuszczenia domu. Harmonowie są na posesji świadkami licznych zjawisk paranormalnych. Z upływem czasu okazuje się, że posiadłość jest nawiedzona przez duchy wszystkich osób, które w niej zmarły.

### Sezon 2:Asylum
Akcja odbywa się głównie w latach 1964–1965 w Massachusetts. Kościół katolicki prowadzi tam szpital psychiatryczny Briarcliff, zarządzany przez prałata Timothy’ego Howarda. W skład personelu wchodzą między innymi zakonnice Jude Martin i Mary Eunice McKee oraz lekarz Arthur Arden. W okolicy działa seryjny morderca Krwawa Twarz, brutalnie mordujący kobiety. W szpitalu zostają umieszczeni Kit Walker, niesłusznie oskarżony o zbrodnie Krwawej Twarzy, i dziennikarka Lana Winters. Bohaterowie odkrywają, że personel stosuje kontrowersyjne metody leczenia i egzekwowania posłuszeństwa, takie jak terapia elektrowstrząsowa, zaś Arden skrycie wykonuje eksperymenty naukowe na ludziach. Grupa zdrowych psychicznie pacjentów: Kit, Lana, Grace Bertrand i Shelley, poszukuje sposobów na ucieczkę z Briarcliff. Siostra Mary Eunice zostaje opętana przez Diabła, zaś siostra Jude rozpoczyna śledztwo, mające na celu sprawdzenie podejrzeń o nazistowskiej przeszłości Ardena. Kit rozpoczyna związek z Grace, zaś Lana nawiązuje więź z pracującym gościnnie w Briarcliff psychiatrą Oliverem Thredsonem.

### Sezon 3:Sabat
Akcja odbywa się głównie w latach 2013–2014 w Nowym Orleanie. Funkcjonuje tam sabat czarownic, którego Najwyższą, czyli posiadaczką pełni sił magicznych, jest Fiona Goode. Jej córka, Cordelia Foxx, prowadzi szkołę dla młodych czarownic, w której uczą się i mieszkają: Zoe Benson, Madison Montgomery, Queenie i Nan. Fiona nie może się pogodzić ze starością i słabnięciem sił, w związku z czym poszukuje sposobów na zyskanie długowieczności. Spiskuje ponadto przeciwko pozostałym czarownicom, których siły rosną, czym wzbudza podejrzliwość u wieloletniej rywalki, Myrtle Snow. Zoe i Madison nieudolnie przywracają do życia zabitego w wypadku Kyle’a Spencera. Żyjąca w izolacji od sabatu czarownica Misty Day usiłuje przywrócić mu pełną sprawność, zaś Zoe i Madison rywalizują o jego względy. W Nowym Orleanie żyją także dwie pozostające we wrogich relacjach kobiety, które w XIX wieku posiadły dar nieśmiertelności: Delphine LaLaurie i królowa voodoo, Marie Laveau. Z upływem czasu nasila się wrogość między sabatem a obozem voodoo, ponadto obie strony stają się obiektem ataków ze strony łowców czarownic.

### Sezon 4:Freak Show

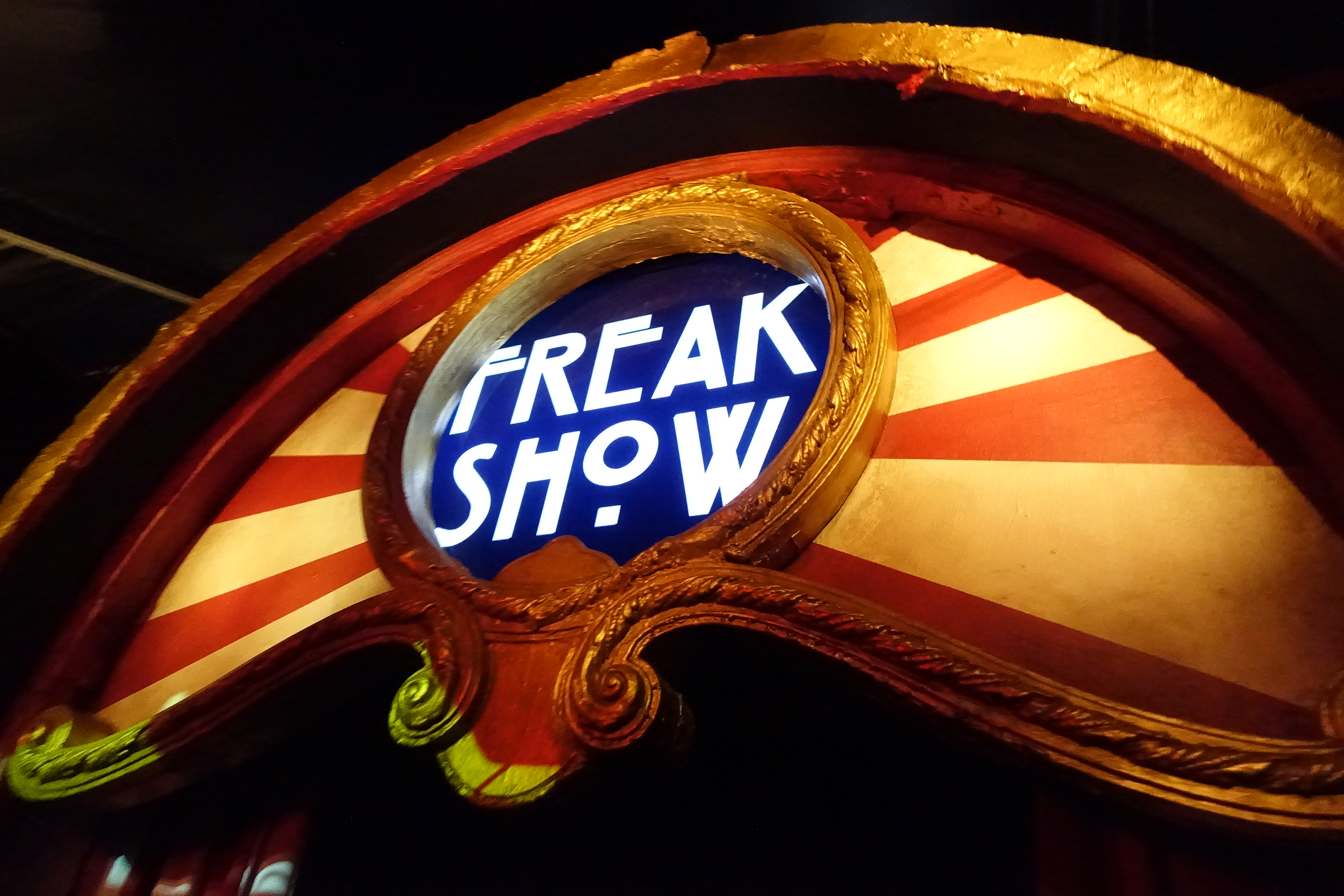
Fragment parku rozrywki, imitującego miejsce akcji sezonu

Akcja odbywa się głównie w latach 1952–1953 w Jupiter na Florydzie. W miasteczku funkcjonuje Gabinet Osobliwości Elsy Mars – tak zwany freak show, czyli cyrk złożony z osób z deformacjami ciała. Właścicielką trupy jest niespełniona piosenkarka Elsa Mars, zaś w jej skład wchodzą między innymi: bliźniaczki syjamskie Bette i Dot Tattler, kobieta z brodą – Ethel Darling, jej cierpiący na ektrodaktylię syn Jimmy Darling, siłacz Dell Toledo oraz jego posiadająca trzy piersi żona, Desiree Dupree. Bohaterowie zmagają się z wewnętrznymi konfliktami i prześladowaniami ze strony społeczeństwa. Zafascynowanie cyrkiem wyraża niezrównoważony psychicznie Dandy Mott, mieszkający ze spełniającą jego zachcianki matką, Glorią. Tymczasem dwoje naukowców, Stanley i Maggie Esmeralda, pragnie uprowadzić któregoś z członków trupy i umieścić w muzeum jako eksponat.

### Sezon 5:Hotel

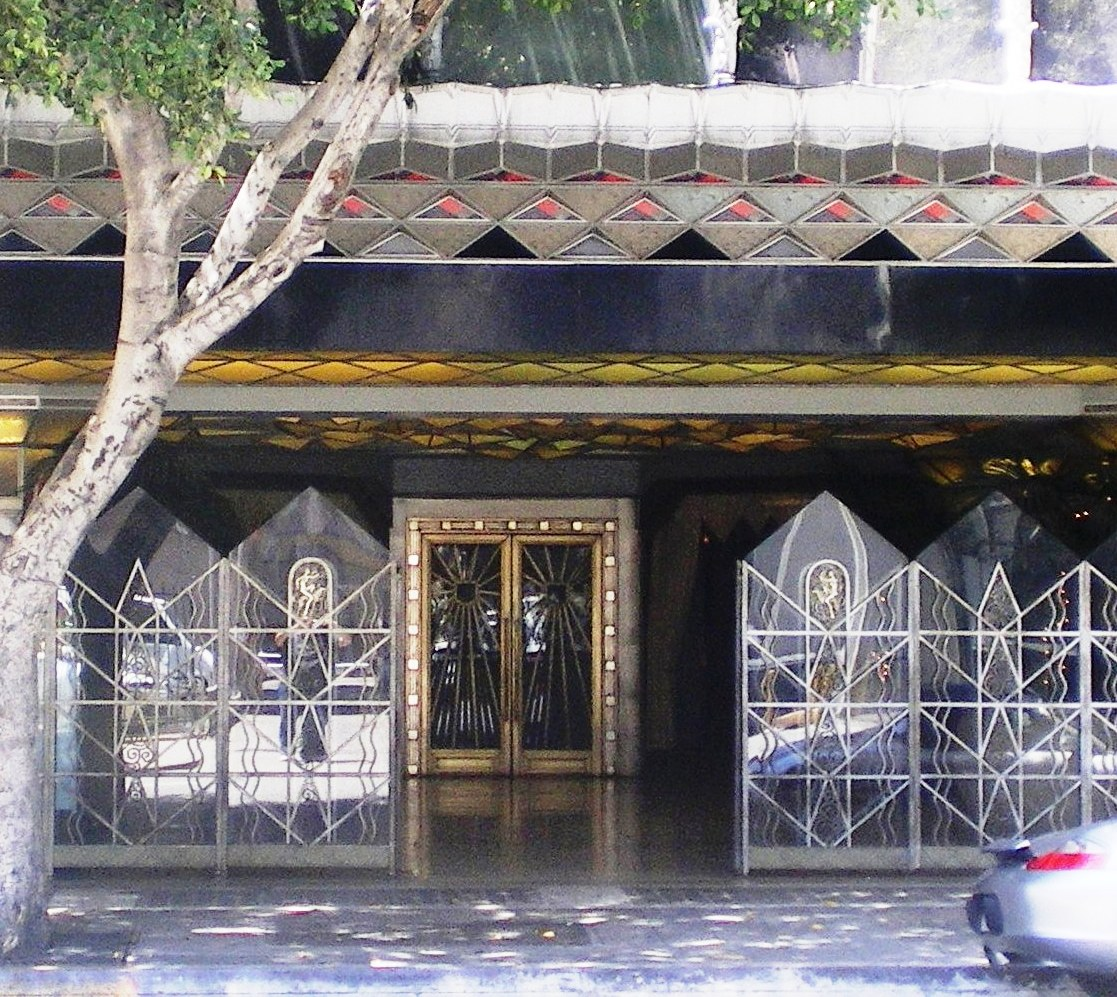
Budynek służący podczas zdjęć jako elewacja hotelu Cortez

Akcja odbywa się głównie w 2015 roku w Los Angeles. W hotelu Cortez mieszka Elizabeth Johnson, która jest wampirzycą, co wiąże się z darem długowieczności. W skład personelu wchodzą recepcjonistka Iris i transgenderyczna barmanka Liz Taylor. Ponadto w Cortezie żyją duchy osób, które zmarły na jego terenie, między innymi seryjnego mordercy i założyciela hotelu, Jamesa Patricka Marcha, i Sally McKenny. Tymczasem detektyw John Lowe bada sprawę seryjnego mordercy, dla którego inspirację stanowi Dekalog. Rozpocząwszy separację z żoną, Alex, wprowadza się do Cortezu, gdzie jest świadkiem zjawisk paranormalnych. Elizabeth żyje w związkach z synem Iris, Donovanem, modelem Tristanem Duffym i nowym właścicielem hotelu, Willem Drakiem, oprócz tego nieustannie rozpamiętuje tragicznie utraconego ukochanego, Rudolfa Valentino. Jej dawna partnerka, Ramona Royale, pragnie ją zamordować w ramach zemsty za dawne rany.

### Sezon 6:Roanoke
Akcja odbywa się głównie w latach 2014–2016 w Karolinie Północnej. Matt Miller, jego żona Shelby i siostra Lee Harris wprowadzają się do nowego domu. Posiadłość i okoliczny las okazują się być nawiedzone przez duchy mieszkańców XVI-wiecznej kolonii Roanoke, które usiłują ich zmusić do opuszczenia posesji. Bohaterowie są także prześladowani przez leśną czarownicę Scáthach i okoliczną rodzinę kanibali, Polków. Po ucieczce z Karoliny Północnej występują w paradokumentalnym programie telewizyjnym Koszmar z Roanoke, w którym ich historię odtwarzają w tym samym miejscu aktorzy. Producent Sidney Aaron James postanawia zrealizować reality show Powrót do Roanoke: Trzy dni w piekle, w którym w domu zamieszkują na trzy dni Millerowie, Lee oraz aktorzy z poprzedniego programu: Audrey Tindall, Dominic Banks, Monet Tumusiime i Rory Monahan. Bohaterowie i ekipa telewizyjna są prześladowani przez duchy kolonistów, Scáthach, Polków oraz chorą na schizofrenię aktorkę z poprzedniego programu, Agnes Mary Winstead.

### Sezon 7:Kult
Akcja odbywa się głównie w latach 2016–2018 w fikcyjnej miejscowości Brookfield Heights w Michigan. Wybór Donalda Trumpa na Prezydenta Stanów Zjednoczonych wpływa na pojawienie się u Ally Mayfair-Richards zaburzeń lękowych, które usiłuje leczyć poprzez terapię z psychiatrą Rudym Vincentem. Kai Anderson, zachwycony wynikiem wyborów, postanawia kandydować do rady miasta. W swojej kampanii wyborczej głosi radykalne hasła, a w celu zdobycia poparcia społecznego tworzy sektę, na czele której staje. Dołącza do niej między innymi żona Ally, Ivy, zachęcona przez opiekunkę ich syna, a zarazem siostrę Kaiego, Winter. Członkowie sekty, przebrani za klauny, dokonują w mieście morderstw, mających na celu zastraszenie społeczeństwa i osiągnięcie wzrostu poparcia dla Kaiego. Równocześnie Anderson i jego poplecznicy prześladują cierpiącą na lęk przed klaunami Ally. Sukcesywnie Kai buduje wokół siebie coraz silniejszy kult jednostki, w brutalny sposób egzekwując od popleczników posłuszeństwo.

### Sezon 8:Apokalipsa
Akcja odbywa się głównie w latach 2017–2021 w Hawthorne w Kalifornii i Nowym Orleanie. Cordelia Goode jest Najwyższą sabatu czarownic z trzeciego sezonu, do którego w poprzednich latach dołączyły między innymi Mallory i Coco St. Pierre Vanderbilt. Do sabatu czarodziei wstępuje Michael Langdon, syn Tate’a i Vivien z pierwszego sezonu, który jako pierwszy mężczyzna w historii wykazuje magiczną moc równą Najwyższej. Gdy Madison Montgomery odkrywa, że Michael jest Antychrystem, czarownice postanawiają go pokonać. Michael, wspierany przez Miriam Mead i królową voodoo, Dinah Stevens, doprowadza do apokalipsy. Grupa ludzi, którzy przeżyli wybuch pocisku jądrowego, zamieszkuje w Placówce 3 – podziemnym schronie, zarządzanym przez Wilheminę Venable przy pomocy Miriam. W Placówce żyją między innymi: Gallant, jego babcia Evie, Mallory, Coco i Dinah. Michael planuje dokonać wyboru ludzi, którzy będą kontynuowali gatunek ludzki, zaprowadzając w ten sposób nowy porządek świata.

### Sezon 9:1984
Akcja odbywa się głównie w latach 1984–1989 w Kalifornii. Brooke Thompson, Xavier Plympton, Chet Clancy, Ray Powell i Montana Duke rozpoczynają pracę jako opiekunowie na obozie Redwood, zarządzanym przez Margaret Booth. W ośrodku pracują między innymi Donna Chambers i Trevor Kirchner. Seryjny morderca Benjamin Richter, który przed laty dokonał na obozie masakry, ucieka z zakładu psychiatrycznego i powraca do Redwood. Ponadto na teren obozu przybywa Richard Ramirez, pragnący zamordować Brooke. Część bohaterów zostaje zamordowana i od tej pory żyje w Redwood jako duchy, a części udaje się przeżyć. Kilka lat później Margaret organizuje na terenie obozu festiwal muzyczny. Brooke, Donna i Benjamin pragną wykorzystać tę okazję do zemszczenia się na niej.

### Sezon 10:Podwójny seans
Sezon jest podzielony na dwie części, które przedstawiają odrębne historie, zatytułowane kolejno Red Tide i Death Valley.

### Sezon 11:NYC
Jedenasty sezon serialu z podtytułem NYC , rozgrywa się w Nowym Jorku lat 80. XX wieku i koncentruje się na serii zabójstw wymierzonych w gejów oraz pojawieniu się wirusa AIDS.

## Geneza i produkcja

### Pomysł
American Horror Story został stworzony przez Ryana Murphy’ego i Brada Falchuka, którzy wcześniej pracowali wspólnie nad serialem Glee, emitowanym przez Fox. Pomysł na American Horror Story powstał jeszcze przed rozpoczęciem produkcji Glee. Murphy pragnął odejść od konwencji, w jakiej dotychczas tworzył.

Wcześniej pracowaliśmy [z Bradem] nad Glee. Osobiście lubię tworzyć na zmianę rzeczy, które są swoimi przeciwieństwami. Zatem skoro robiliśmy serial wypucowany, słodki, optymistyczny, to zapragnąłem stworzyć coś odzwierciedlającego zupełnie inną stronę mojej osobowości. Zawsze mnie fascynowały mroczne rzeczy. Tak naprawdę główną inspiracją było nasze zamiłowanie do horrorów, ich popkulturowe piętno, które czuliśmy w młodości. Lubię tworzyć coś, co po prostu mnie interesuje, o czym sam chciałbym oglądać serial, a w telewizji nie było zbyt wiele seriali o duchach zmutowanych dzieciach w piwnicy. Chciałem obejrzeć coś takiego!

Twórcy od początku planowali, że każdy sezon będzie dotyczył innej historii. John Landgraf, prezes stacji FX, powiedział: „Idea serialu antologicznego – serii miniseriali ze stałą obsadą – okazała się przełomowa i szalenie popularna, wyznaczając pewien trend”.

### Produkcja
W lutym 2011 roku stacja FX poinformowała o zamówieniu odcinka pilotażowego American Horror Story, stworzonego przez Murphy’ego i Falchuka. Produkcją wykonawczą zajęli się Murphy, Falchuk i Dante Di Loreto, a prace rozpoczęły się w kwietniu tego samego roku. W lipcu FX ogłosiła, że zaaprobowano pilot i American Horror Story będzie serialem. W październiku stacja zamówiła drugi sezon, w listopadzie 2012 roku – trzeci, w listopadzie 2013 roku – czwarty, w październiku 2014 roku – piąty, zaś w listopadzie 2015 roku – szósty. W październiku 2016 roku FX zamówiła sezon siódmy, a już w styczniu 2017 roku sezony ósmy i dziewiąty. W sierpniu 2018 roku serial został przedłużony o sezon dziesiąty. American Horror Story produkują wytwórnie Brad Falchuk Teley-Vision i Ryan Murphy Productions we współpracy z 20th Century Fox Television.

### Zdjęcia
Zdjęcia do odcinka pilotażowego odbyły się w domu w dzielnicy Country Club Park w Los Angeles, zbudowanym w 1910 roku przez Alfreda Rosenheima, prezesa oddziału American Institute of Architects w mieście. Budynek zaprojektowano w stylu Tudorów i gotyckim. Na potrzeby zdjęć do pozostałych odcinków Murder House zbudowano wierną replikę domu w studiu filmowym wytwórni Paramount Pictures. W tym samym studiu miały miejsce zdjęcia do Asylym, choć za zewnętrzną część ukazanego w nim szpitala Briarcliff posłużył budynek sądu w kalifornijskim mieście Santa Ana. Sceny plenerowe nakręcono w dolinie Hidden Valley w hrabstwie Ventura niedaleko Los Angeles. Na potrzeby dwóch kolejnych sezonów produkcję przeniesiono do Nowego Orleanu. Zdjęcia do Hotelu ponownie odbywały się w studiu filmowym w Los Angeles, choć za zewnętrzną część hotelu Cortez posłużył James Oviatt Building. Roanoke kręcono w lesie w Calabasas i Malibu Hills (niedaleko Los Angeles), gdzie specjalnie na okres zdjęć zbudowano zburzony później dom. Zdjęcia do Kultu odbywały się w kalifornijskiej miejscowości Orange.

## Obsada i bohaterowie

### Obsada główna
Kolor biały oznacza zapowiedziany występ w niesprecyzowanej roli.
| Aktor                | Rodzaj roli    | Rodzaj roli    | Rodzaj roli    | Rodzaj roli    | Rodzaj roli    | Rodzaj roli    | Rodzaj roli    | Rodzaj roli    | Rodzaj roli  | Rodzaj roli    | Rodzaj roli  |  |
| Aktor                | Murder House   | Asylum         | Sabat          | Freak Show     | Hotel          | Roanoke        | Kult           | Apokalipsa     | 1984         | Podwójny seans | NYC          |  |
| -------------------- | -------------- | -------------- | -------------- | -------------- | -------------- | -------------- | -------------- | -------------- | ------------ | -------------- | ------------ |  |
| Connie Britton       | Główna         |                |                |                |                |                |                | Gość specjalny |              |                |              |  |
| Dylan McDermott      | Główna         | Drugoplanowa   |                |                |                |                |                | Gość specjalny | Drugoplanowa |                |              |  |
| Evan Peters          | Główna         | Główna         | Główna         | Główna         | Główna         | Główna         | Główna         | Główna         |              | Główna         |              |  |
| Taissa Farmiga       | Główna         |                | Główna         |                |                | Gościnna       |                | Drugoplanowa   |              |                |              |  |
| Denis O’Hare         | Główna         |                | Główna         | Główna         | Główna         | Główna         |                |                |              | Drugoplanowa   | Główna       |  |
| Jessica Lange        | Główna         | Główna         | Główna         | Główna         |                |                |                | Gość specjalny |              |                |              |  |
| Frances Conroy       | Drugoplanowa   | Drugoplanowa   | Główna         | Główna         |                | Gość specjalny | Gość specjalny | Gość specjalny |              | Główna         |              |  |
| Adina Porter         | Gościnna       |                |                |                |                | Drugoplanowa   | Drugoplanowa   | Główna         |              | Główna         |              |  |
| Zachary Quinto       | Gość specjalny | Główna         |                |                |                |                |                |                |              |                | Główna       |  |
| Lily Rabe            | Drugoplanowa   | Główna         | Główna         | Gość specjalny | Gość specjalny | Główna         |                | Gość specjalny | Drugoplanowa | Główna         |              |  |
| Sarah Paulson        | Drugoplanowa   | Główna         | Główna         | Główna         | Główna         | Główna         | Główna         | Główna         |              | Główna         |              |  |
| Joseph Fiennes       |                | Główna         |                |                |                |                |                |                |              |                |              |  |
| Lizzie Brocheré      |                | Główna         |                |                |                |                |                |                |              |                |              |  |
| James Cromwell       |                | Główna         |                |                |                |                |                |                |              |                |              |  |
| Chloë Sevigny        |                | Gość specjalny |                |                | Główna         |                |                |                |              |                |              |  |
| Emma Roberts         |                |                | Główna         | Główna         |                |                | Gość specjalny | Główna         | Główna       |                |              |  |
| Kathy Bates          |                |                | Główna         | Główna         | Główna         | Główna         |                | Główna         |              |                |              |  |
| Angela Bassett       |                |                | Gość specjalny | Główna         | Główna         | Główna         |                | Gość specjalny |              |                |              |  |
| Michael Chiklis      |                |                |                | Główna         |                |                |                |                |              |                |              |  |
| Finn Wittrock        |                |                |                | Główna         | Gość specjalny | Gość specjalny |                |                | Gościnna     | Główna         |              |  |
| John Carroll Lynch   |                |                |                | Drugoplanowa   | Drugoplanowa   |                | Drugoplanowa   |                | Główna       |                |              |  |
| Wes Bentley          |                |                |                | Gość specjalny | Główna         | Główna         |                |                |              |                |              |  |
| Matt Bomer           |                |                |                | Gość specjalny | Główna         |                |                |                |              |                |              |  |
| Cheyenne Jackson     |                |                |                |                | Główna         | Główna         | Główna         | Główna         |              |                |              |  |
| Lady Gaga            |                |                |                |                | Główna         | Gość specjalny |                |                |              |                |              |  |
| Cuba Gooding Jr.     |                |                |                |                |                | Główna         |                |                |              |                |              |  |
| André Holland        |                |                |                |                |                | Główna         |                |                |              |                |              |  |
| Billie Lourd         |                |                |                |                |                |                | Główna         | Główna         | Główna       | Główna         | Główna       |  |
| Alison Pill          |                |                |                |                |                |                | Główna         |                |              |                |              |  |
| Leslie Grossman      |                |                |                |                |                |                | Drugoplanowa   | Główna         | Główna       | Główna         | Główna       |  |
| Cody Fern            |                |                |                |                |                |                |                | Główna         | Główna       | Drugoplanowa   |              |  |
| Matthew Morrison     |                |                |                |                |                |                |                |                | Główna       |                |              |  |
| Gus Kenworthy        |                |                |                |                |                |                |                |                | Główna       |                |              |  |
| Angelica Ross        |                |                |                |                |                |                |                |                | Główna       | Główna         |              |  |
| Zach Villa           |                |                |                |                |                |                |                |                | Główna       |                |              |  |
| Macaulay Culkin      |                |                |                |                |                |                |                |                |              | Główna         |              |  |
| Ryan Kiera Armstrong |                |                |                |                |                |                |                |                |              | Główna         |              |  |
| Neal McDonough       |                |                |                |                |                |                |                |                |              | Główna         |              |  |
| Kaia Gerber          |                |                |                |                |                |                |                |                |              | Główna         |              |  |
| Nico Greetham        |                |                |                |                |                |                |                |                |              | Główna         |              |  |
| Isaac Cole Powell    |                |                |                |                |                |                |                |                |              | Główna         | Główna       |  |
| Rachel Hilson        |                |                |                |                |                |                |                |                |              | Główna         |              |  |
| Rebecca Dayan        |                |                |                |                |                |                |                |                |              | Główna         | Drugoplanowa |  |
| Russell Tovey        |                |                |                |                |                |                |                |                |              |                | Główna       |  |
| Joe Mantello         |                |                |                |                |                |                |                |                |              |                | Główna       |  |
| Charlie Carver       |                |                |                |                |                |                |                |                |              |                | Główna       |  |
| Sandra Bernhard      |                |                |                |                |                |                |                | Główna         |              |                | Główna       |  |
| Patti LuPone         |                |                | Drugoplanowa   |                |                |                |                |                |              |                | Główna       |  |

### Liczba występów
Aktorzy, którzy wystąpili w co najmniej czterech sezonach:
- 9: Evan Peters, Sarah Paulson, Lily Rabe
- 8: Frances Conroy
- 6: Denis O’Hare
- 5: Angela Bassett, Kathy Bates, Jamie Brewer, Jessica Lange, John Carroll Lynch, Adina Porter, Emma Roberts, Finn Wittrock
- 4: Taissa Farmiga, Leslie Grossman, Cheyenne Jackson, Billie Lourd, Dylan McDermott, Gabourey Sidibe, Mare Winningham

## Lista odcinków
| Sezon | Sezon | Tytuł polski   | Tytuł oryginalny | Liczba odcinków | Liczba odcinków  | Pierwsza emisja w Stanach Zjednoczonych (FX) | Pierwsza emisja w Stanach Zjednoczonych (FX) | Pierwsza emisja w Polsce (sezony 1-10: Fox, sezony 11-12: Disney+) | Pierwsza emisja w Polsce (sezony 1-10: Fox, sezony 11-12: Disney+) | Pierwsza emisja w Polsce (sezony 1-10: Fox, sezony 11-12: Disney+) |
| Sezon | Sezon | Tytuł polski   | Tytuł oryginalny | Liczba odcinków | Liczba odcinków  | Pierwszy odcinek                             | Ostatni odcinek                              | Pierwszy odcinek                                                   | Ostatni odcinek                                                    |                                                                    |
| ----- | ----- | -------------- | ---------------- | --------------- | ---------------- | -------------------------------------------- | -------------------------------------------- | ------------------------------------------------------------------ | ------------------------------------------------------------------ | ------------------------------------------------------------------ |
|       | 1     | Murder House   | Murder House     | 12              | 12               | 5 października 2011                          | 21 grudnia 2011                              | 12 listopada 2011                                                  | 28 stycznia 2012                                                   |                                                                    |
|       | 2     | Asylum         | Asylum           | 13              | 13               | 17 października 2012                         | 23 stycznia 2013                             | 26 października 2012                                               | 25 stycznia 2013                                                   |                                                                    |
|       | 3     | Sabat          | Coven            | 13              | 13               | 9 października 2013                          | 29 stycznia 2014                             | 20 października 2013                                               | 9 lutego 2014                                                      |                                                                    |
|       | 4     | Freak Show     | Freak Show       | 13              | 13               | 8 października 2014                          | 21 stycznia 2015                             | 9 października 2014                                                | 22 stycznia 2015                                                   |                                                                    |
|       | 5     | Hotel          | Hotel            | 12              | 12               | 7 października 2015                          | 13 stycznia 2016                             | 8 października 2015                                                | 14 stycznia 2016                                                   |                                                                    |
|       | 6     | Roanoke        | Roanoke          | 10              | 10               | 14 września 2016                             | 16 listopada 2016                            | 15 września 2016                                                   | 17 listopada 2016                                                  |                                                                    |
|       | 7     | Kult           | Cult             | 11              | 11               | 5 września 2017                              | 14 listopada 2017                            | 7 września 2017                                                    | 16 listopada 2017                                                  |                                                                    |
|       | 8     | Apokalipsa     | Apocalypse       | 10              | 10               | 12 września 2018                             | 14 listopada 2018                            | 13 września 2018                                                   | 15 listopada 2018                                                  |                                                                    |
|       | 9     | 1984           | 1984             | 9               | 9                | 18 września 2019                             | 13 listopada 2019                            | 19 września 2019                                                   | 14 listopada 2019                                                  |                                                                    |
|       | 10    | Podwójny seans | Double Feature   | 10              | 6                | 25 sierpnia 2021                             | 22 września 2021                             | 5 października 2021                                                | 9 listopada 2021                                                   |                                                                    |
| 4     | 10    | Podwójny seans | Double Feature   | 10              | 29 września 2021 | 20 października 2021                         | 16 listopada 2021                            | 7 grudnia 2021                                                     |                                                                    |                                                                    |
|       | 11    | NYC            | NYC              | 10              | 10               | 19 października 2022                         | 16 listopada 2022                            | 7 grudnia 2022                                                     | 25 stycznia 2023                                                   |                                                                    |
|       | 12    | Oczekiwanie    | Delicate         | 9               | 5                | 20 września 2023                             | 18 października 2023                         | 25 października 2023                                               | 22 listopada 2023                                                  |                                                                    |
| 4     | 12    | Oczekiwanie    | Delicate         | 9               | 3 kwietnia 2024  | 24 kwietnia 2024                             | 10 kwietnia 2024                             | 1 maja 2024                                                        |                                                                    |                                                                    |

## Oglądalność w Stanach Zjednoczonych
| Sezon | Tytuł          | Pora emisji (czas wschodni) | Odcinki | Odcinek premierowy   | Odcinek premierowy   | Odcinek finałowy     | Odcinek finałowy     | Średnia oglądalność (w milionach) |
| Sezon | Tytuł          | Pora emisji (czas wschodni) | Odcinki | Data emisji          | Widzów (w milionach) | Data emisji          | Widzów (w milionach) | Średnia oglądalność (w milionach) |
| ----- | -------------- | --------------------------- | ------- | -------------------- | -------------------- | -------------------- | -------------------- | --------------------------------- |
| 1     | Murder House   | środa, 22:00                | 12      | 5 października 2011  | 3,184                | 21 grudnia 2011      | 3,222                | 2,821                             |
| 2     | Asylum         | środa, 22:00                | 13      | 17 października 2012 | 3,848                | 23 stycznia 2013     | 2,288                | 2,527                             |
| 3     | Sabat          | środa, 22:00                | 13      | 9 października 2013  | 5,538                | 29 stycznia 2014     | 4,242                | 4,000                             |
| 4     | Freak Show     | środa, 22:00                | 13      | 8 października 2014  | 6,127                | 21 stycznia 2015     | 3,271                | 3,850                             |
| 5     | Hotel          | środa, 22:00                | 12      | 7 października 2015  | 5,807                | 13 stycznia 2016     | 2,245                | 2,887                             |
| 6     | Roanoke        | środa, 22:00                | 10      | 14 września 2016     | 5,137                | 16 listopada 2016    | 2,450                | 2,932                             |
| 7     | Kult           | wtorek, 22:00               | 11      | 5 września 2017      | 3,933                | 14 listopada 2017    | 1,974                | 2,222                             |
| 8     | Apokalipsa     | środa, 22:00                | 10      | 12 września 2018     | 3,081                | 14 listopada 2018    | 1,830                | 2,033                             |
| 9     | 1984           | środa, 22:00                | 9       | 18 września 2019     | 2,126                | 13 listopada 2021    | 1,082                | 1,319                             |
| 10    | Podwójny seans | środa, 22:00                | 10      | 25 sierpnia 2021     | 0,93                 | 20 października 2021 | 0,58                 | 0,65                              |
| 11    | NYC            | środa, 22:00                | 10      | 19 października 2022 | 0,38                 | 16 listopada 2022    | 0,19                 | 0,27                              |
| 12    | Oczekiwanie    | środa, 22:00                | 9       | 20 września 2023     | 0.45                 | 24 kwietnia 2024     |                      |                                   |

## Nagrody i nominacje
Serial został nagrodzony między innymi szesnastoma Emmy, dwoma Złotymi Globami, Nagrodą Gildii Aktorów Ekranowych, czterema Critics’ Choice Television Awards, Nagrodą Brama Stokera i trzema Satelitami. Spośród siedmiu dotychczasowych sezonów cztery zostały nominowane do Emmy dla najlepszego miniserialu, a trzy do analogicznych Złotych Globów (dla najlepszego serialu dramatycznego lub miniserialu). Najczęściej nagradzanym sezonem jest Freak Show (17), zaś najczęściej nominowanym Freak Show i Asylum (po 56). Spośród członków obsady najwięcej nagród (8), jak i nominacji (25) otrzymała Jessica Lange, laureatka między innymi dwóch Emmy, Złotego Globa i Nagrody Gildii Aktorów Ekranowych. Emmy za role drugoplanowe zdobyli także James Cromwell i Kathy Bates, zaś Lady Gaga otrzymała Złoty Glob za rolę pierwszoplanową.

## American Horror Stories
W maju 2020 Ryan Murphy ogłosił plan realizacji spin-offu serialu pod tytułem American Horror Stories. Produkcja również jest antologią, z tą różnicą, że każdy jego odcinek (a nie sezon) przedstawia odrębną historię. Serial jest produkowany przez 20th Television dla stacji FX, a jego odcinki są premierowo umieszczane w serwisie strumieniowym Hulu w ramach usługi FX on Hulu. Premiera serialu odbyła się 15 lipca 2021.